# Richard Johansson
Richard Johansson (18 giugno 1882 – 24 luglio 1952) è stato un pattinatore artistico su ghiaccio svedese.

## Palmarès

### Individuale
| Evento              | 1904 | 1905 | 1906 | 1907 | 1908 | 1909 | 1910 | 1911 | 1912 | 1913 | 1914 |
| ------------------- | ---- | ---- | ---- | ---- | ---- | ---- | ---- | ---- | ---- | ---- | ---- |
| Giochi olimpici     |      |      |      |      | 2°   |      |      |      |      |      |      |
| Campionati mondiali |      | 4°   |      |      |      | 4°   |      | 5°   |      |      | 9°   |
| Campionati europei  |      |      |      |      |      |      |      |      |      | 5°   |      |
| Campionati svedesi  | 1°   |      | 3°   | 2°   | 1°   | 1°   | 1°   |      |      |      |      |

### Coppie
(Con Gertrud Ström)
| Evento              | 1909 |
| ------------------- | ---- |
| Campionati mondiali | 3°   |